# Вяльсовіт
Вяльсовіт — мінерал класу сульфідів. Названий на честь Леоніда Миколайовича Вяльсова (1939), російського мінералога та фахівця з оптики відбиття світла. Затверджений як дійсний вид Міжнародною мінералогічною асоціацією в 1989 році.

## Характеристика
Хімічна формула: {\displaystyle {\ce {FeCaAlS(OH)5}}}.
Кристалізується в орторомбічній системі.
Згідно з класифікацією Нікеля-Штрунца, вяльсовіт відноситься до розділу «02.FD — сульфіди миш'яку з O, OH, H2O» разом із такими мінералами, як квермезит, вієніт, ердит, койотеїт, гаапалаїт, валеріїт, юшкініт, тохілініт, вільгельмрамзаїт і баженовіт.
Вперше виявлений на Комсомольському руднику, в родовищі міді та нікелю Талнах у російському місті Норильськ.